# Sogno dei miei sogni
Sogno dei miei sogni è un singolo del gruppo musicale italiano The Sun, secondo estratto dell'album Luce. Una versione in spagnolo della canzone (intitolata Sueños des mis sueños) verrà inclusa in Espíritus del Sol.

## Descrizione
Al brano ha contribuito il chitarrista Federico Poggipollini. Ha iniziato ad entrare in rotazione radiofonica il 2 novembre 2012.

## Tracce
Testi di Francesco Lorenzi, musiche di Francesco Lorenzi, Maurizio Baggio.
1. Sogno dei miei sogni – 3:13

## Formazione
Formazione come da libretto.
The Sun
- Francesco "The President" Lorenzi – voce, chitarra
- Riccardo "Trash" Rossi – batteria
- Matteo "Lemma" Reghelin – basso, cori
- Gianluca "Boston" Menegozzo – chitarra, cori

Musicisti aggiuntivi
- Federico Poggipollini – assolo di chitarra